# Compagnie d'électricité du Kansai
La Compagnie électrique du Kansai (関西電力株式会社, Kansai denryoku kabushiki gaisha), en anglais The Kansai Electric Power Co., Inc. (KEPCO), également connue sous le nom abrégé de Kanden (関電), est le principal fournisseur d'électricité dans la région du Kansai englobant la mégalopole Kobe-Osaka-Kyoto. C'est une des plus importantes sociétés de la région et un des leaders de l'industrie électrique japonaise.
Elle a été fondée en 1951. Son siège social est situé à Osaka, dans le Kansai.

## Installations
La compagnie possède 164 installations produisant en tout 35 760 MWe et en particulier :
- 3 centrales nucléaires :
  - Mihama 1 666 MWe,
  - Ōi 4 710 MWe,
  - Takahama 3 392 MWe ;
- des centrales thermiques : 
  - Akō 1 200 MWe,
  - Aioi 1 125 MWe,
  - Himeji 2 tranches 1 442 MWe et 2 550 MWe,
  - Takasago 900 MWe,
  - Nanko, Osaka 1 800 MWe,
  - Maizuru 900 MWe,
  - Gobo 1 800 MWe,
  - Nishi-ku, Sakai 2 000 MWe,
  - Tanagawa, Misaki 1 200 MWe,
  - Kainan 2 100 MWe,
  - Miyazu 750 MWe ;
- des centrales hydrauliques :
  - Kurobe 335 MWe,
  - et 147 autres installations pour 818 MWe.

## Accidents

### Accident du 9 août 2004
Cinq employés ont été tués et sept blessés par une fuite de vapeur à la centrale nucléaire de Mihama. L'explosion était due à la négligence vis-à-vis des inspections de sécurité et n'a pas occasionné de fuite radioactive.

### Accident du 22 mars 2006
Deux employés ont été blessés par un feu qui s'est déclenché dans la zone de l'installation où les déchets sont compactés dans des barres d'aciers. Il n'y a eu aucune fuite en dehors du site.
En 2019, les réacteurs 1 et 2 sont définitivement mis à l’arrêt et l'opérateur prévoit de redémarrer le réacteur 3 en 2020,.

## Scandale de corruption
En 2019, plusieurs directeurs de KEPCO ont admis avoir reçu de l'argent et des cadeaux d'une personnalité du bourg de Takahama en rapport avec la construction et le maintien des opérations de la centrale nucléaire installée dans la ville.